# Cyrill Bernard Morrogh

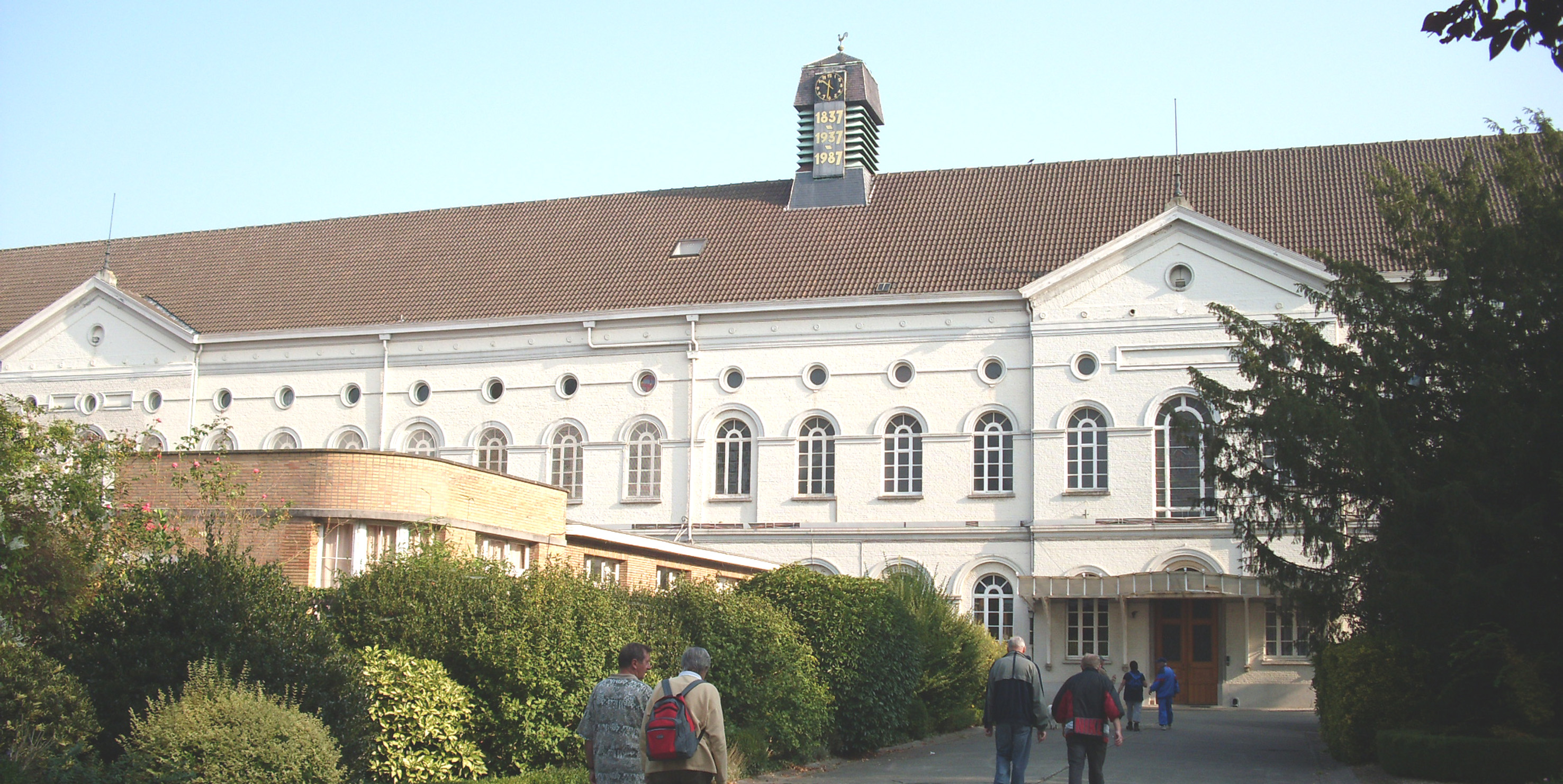
Voorgevel van het college te Melle.

Cyrill Bernard Morrogh (Killarney, Ierland) wordt gezien als de jonge man die het voetbal introduceerde in België. Hij kwam uit een familie van beroepsmilitairen, waar dit balspel toen al populair was.

## Melle
Morrogh studeerde in de 19e eeuw aan het college van de Jozefieten te Melle. Daar bracht hij in 1863 - na een vakantie in Ierland - een lederen voetbal mee. Op de speelplaats van deze school vond dan het eerste Belgische voetbalgebeuren plaats. Eerst wat chaotisch maar daarna met enkele spelregels, ook al door het toedoen van de paters Jozefieten die sport hoog in hun vaandel droegen. Bernard Morrogh kreeg zelf de bijnaam Foxke, omwille van zijn rode haardos.
Geleidelijk aan drong deze sport door in andere scholen, in bedrijven en werden er clubs opgericht. Het is pas in 1895 dat de Koninklijke Belgische Voetbalbond werd opgericht.